# Gmina Mirsk
Die Gmina Mirsk [mjirsk] ist eine Stadt- und Landgemeinde im Powiat Lwówecki der Woiwodschaft Niederschlesien in Polen. Ihr Verwaltungssitz ist die gleichnamige Stadt (deutsch Friedeberg/Isergebirge) mit etwa 3900 Einwohnern.

## Geographie

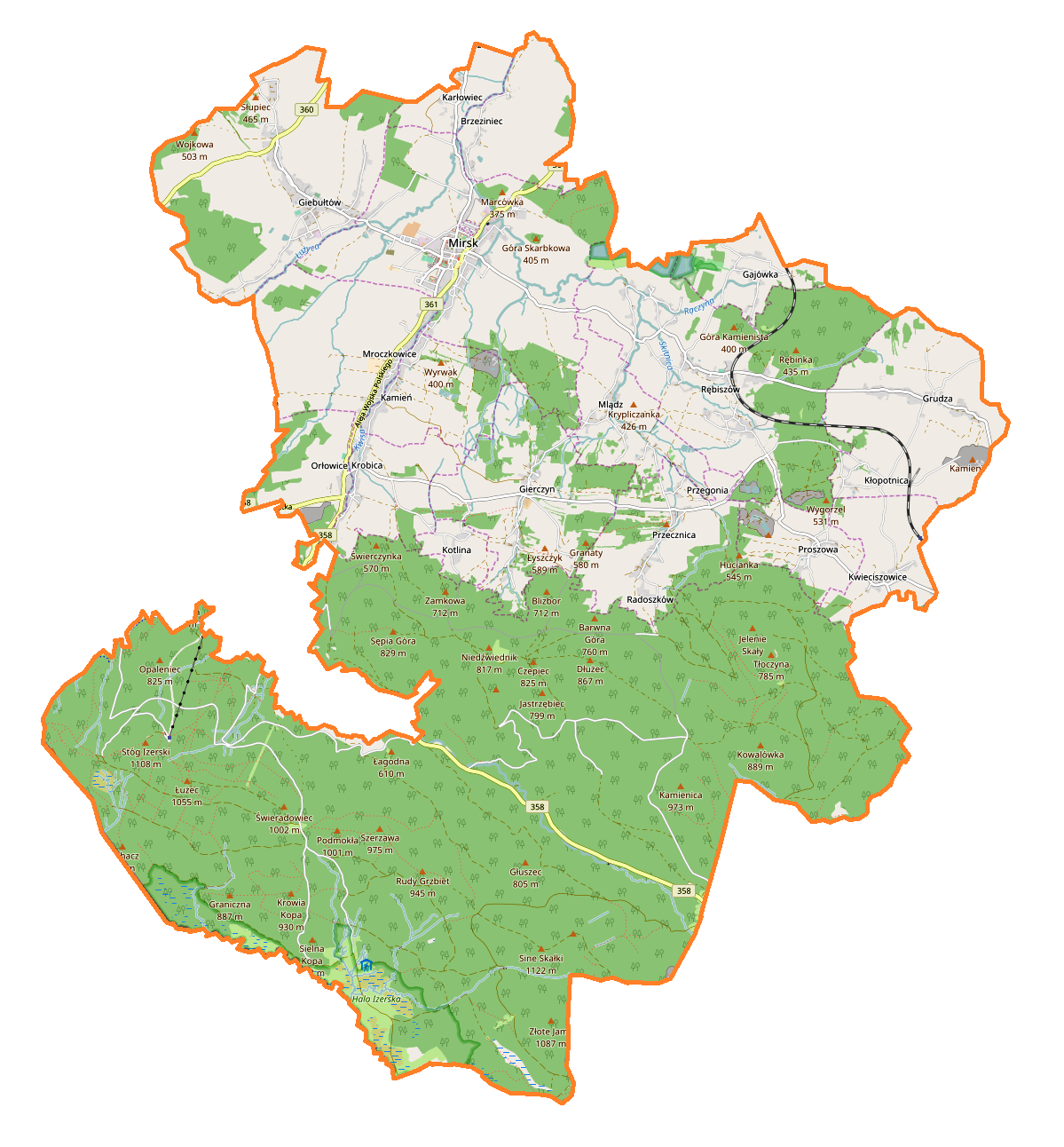
Karte der Gemeinde

Die Gemeinde liegt im Südwesten der Woiwodschaft und grenzt im Süden an Tschechien. Nachbargemeinden sind Gryfów Śląski sowie Lubomierz im Norden, Stara Kamienica im Osten, Szklarska Poręba im Südosten, Świeradów-Zdrój im Westen und Leśna im Nordwesten. Breslau liegt etwa 100 Kilometer östlich, die Kreisstadt Lwówek Śląski (Löwenberg in Schlesien) 25 Kilometer nordöstlich.
Die Region gehört zu Niederschlesien. Wichtigstes Gewässer ist die Kwisa (Queis). Czarny Potok (Schwarzbach) und Łużyca durchziehen den Westen der Gemeinde. Daneben gibt es zahlreiche weitere Wasserläufe. Der Berg Sine Skałki (Blaue Steine) im Südosten der Gemeinde erreicht eine Höhe von 1122 m n.p.m. und gehört zum Hohen Iserkamm des Isergebirges. Nach Süden dehnt sich die Gemeinde bis zur tschechischen Grenze aus, dort befindet sich auch die Bergbaude Chatka Górzystów, die frühere Schule des Dorfes Groß Iser, die als einziges Gebäude dieses wüst gefallenen Dorfes erhalten blieb.

### Partnerschaften
Die Gemeinde unterhält Gemeindepartnerschaften mit den Städten:
- Nové Město pod Smrkem, Tschechien, seit 1999
- Herford, Nordrhein-Westfalen, seit 2000
- Świeradów-Zdrój, Polen

## Gliederung
Zur Stadt- und Landgemeinde Mirsk gehören neben der Stadt selbst 17 Dörfer (deutsche Namen, amtlich bis 1945) mit Schulzenamt (sołectwo):
- Brzeziniec (Birkicht)
- Gajówka (Hayne)
- Giebułtów (Gebhardsdorf)
- Gierczyn (Gieren oder Giehren)
- Grudza (Birngrütz)
- Kamień (Steine)
- Karłowiec (Karlsberg)
- Kłopotnica (Neusorge)
- Kotlina (Regensberg)
- Krobica (Krobsdorf)
- Kwieciszowice (Blumendorf)
- Mlądz (Mühldorf)
- Mroczkowice (Egelsdorf)
- Orłowice (Gräflich Ullersdorf)
- Proszowa (Gräflich Kunzendorf)
- Przecznica (Querbach)
- Rębiszów (Rabishau)

## Verkehr
Die Woiwodschaftsstraße DW361 führt von Mirsk zur Landesstraße DK30 nach Zgorzelec (Görlitz). Die Woiwodschaftsstraßen DW360 und führen DW358 führen nach Gryfów Śląski (Greiffenberg) und Świeradów-Zdrój (Bad Flinsberg).
Der Bahnhof Rębiszów (Rabishau) und der Haltepunkt Kwieciszowice (Blumendorf) liegen an der Bahnstrecke Breslau–Görlitz.
Der nächste internationale Flughafen ist Breslau.